# Reaching from Heaven
Pour plus de détails, voir Fiche technique et Distribution.
Reaching from Heaven est un film américain réalisé par Frank R. Strayer, sorti en 1948.

## Fiche technique
- Titre : Reaching from Heaven
- Réalisation : Frank R. Strayer
- Scénario : Henry Rische et Charles Palmer
- Pays d'origine : États-Unis
- Format : Noir et blanc - 1,37:1
- Genre : drame
- Durée : 80 minutes
- Date de sortie : 1948

## Distribution
- Hugh Beaumont : Bill Starling
- Cheryl Walker : Madeline Bradley
- John Qualen : l'étranger
- Regis Toomey : Pasteur
- Charles Evans : Walter Graves
- Margaret Hamilton : Sophie Manley
- Addison Richards : Max Bradley
- Nana Bryant : Kay Bradley
- Mae Clarke : Dorothy Gram
- Jack Lambert : Buck Huggins
- Ann Doran : Martha Kestner
- George Chandler : Bert Kestner